# Terra Lliure
Terra Lliure (špansko Tierra Libre) je bila španska teroristična organizacija s katalonsko separatistično in socialistično ideologijo, ustanovljena leta 1978 in razpuščena leta 1991. Izvedla je več kot 200 terorističnih napadov, ki so povzročili materialno škodo, številne poškodbe in eno smrtno žrtev. Med njenim delovanjem so državne varnostne sile aretirale 300 ljudi, povezanih s to teroristično organizacijo. Terra Lliure se je leta 1991 razpustila in opustila oboroženi boj. Nekateri njeni voditelji in pripadniki so se kasneje pridružili skupini Esquerra Republicana de Catalunya (ERC), ki je kot pogoj za vstop zahtevala izrecno odpoved terorizmu. Zaporniki organizacije so bili izpuščeni iz zapora po pomilostitvi ali po prestani kazni. Do leta 1996 v zaporu ni bilo več nobenega člana Terra Lliure.

## Ozadje
Po smrti diktatorja Francisca Franca leta 1975 se je začel španski prehod v demokracijo. Leta 1977 se je predsednik katalonske vlade (v izgnanstvu) Josep Tarradellas vrnil v Katalonijo in Generalitat (katalonska vlada) je bil ponovno ustanovljen. Po sprejetju španske ustave leta 1978 je bil leta 1979 sprejet statut o avtonomiji Katalonije, s katerim je to ozemlje postalo avtonomna skupnost. 
Nekatere organizacije so ponovno obudile zahteve po neodvisnosti Katalonije, ker s stopnjo takratne avtonomije niso bile zadovoljne. Ta zahteva je bila prisotna že od začetka 20. stoletja, a je po diktaturi pridobila večjo podporo v katalonski družbi. To bi nekatere kroge, ki se zavzemajo za neodvisnost, pripeljalo do uporabe terorističnih groženj in nasilja za dosego cilja.

## Zgodovina

### Ustanovitev in prvi napadi
Terra Lliure se je javno pojavila leta 1979, ko je prišlo de prve smrtne žrtve v spopadu s policijo ter prve smrti zaradi ravnanja z eksplozivno napravo. V naslednjih dveh letih je skupina podstavila več bomb proti elektroenergetskemu podjetju FECSA namestil več bomb. Dejansko je 26. januarja 1979 med poskusom bega pred državno policijo umrl član organizacije, Martí Marcó, star 19 let, kmalu zatem pa je umrl tudi Fèlix Goñi Bruc, ker mu je eksplodirala bomba, ki jo je izdeloval. 
Terra Lliure se je uradno predstavila 23. junija 1981 na nogometni tekmi na stadionu Camp Nou v Barceloni, v okviru kampanje Som una Nació (Smo en narod). Prva skupščina organizacije Terra Lliure je potekala v južni Franciji. Večina članov je prihajala iz terorističnih organizacij Exèrcit Popular Català (EPOCA) in Front d'Alliberament Català (FAC) ter Partit Socialista d'Alliberament Nacional (PSAN).
V svojem prvem javnem dokumentu z naslovom »Crida de Terra Lliure« (Poziv k svobodni Zemlji) so se opredelili kot »revolucionarna organizacija, ki se bori za popolno neodvisnost katalonskih dežel« in pozvali k »boju proti procesu sistematičnega uničevanja, ki mu je podvržen naš narod«. To uničenje so konkretizirali v več točkah, pri čemer se prva nanaša na »politično uničenje, ki pomeni razdelitev katalonskih dežel na tri avtonomne regije z z različnimi jeziki, simboli, institucijami...« .
Dokument iz »Països Catalans«, z dne 24. junija 1981, se zaključi s pozivom: Visca la Terra! Independència o mort! Visca la lluita armada! Una sola nació, Països Catalans! (Živela Zemlja! Neodvisnost ali smrt! Živel oborožen boj! En narod, katalonske dežele!).
Eden prvih voditeljev Terra Lliure je bil Josep de Calassanç Serra, znan kot Cala, sin zgodovinarja Josepa Calassança Serra i Ràfolsa in brat Eve Serra in Blance Serra, ki sta bila takrat povezani s skupino Independentistes dels Països Catalans (IPC). Cala je bil iz organizacije izključen leta 1983.

### Ugrabitev in napad na Federica Jiméneza Losantosa
21. maja 1981 sta dva člana skupine Terra Lliure ugrabila Federica Jiméneza Losantosa, takratnega profesorja na inštitutu Puig Castellar v Santa Colomi de Gramanet, in še eno profesorico s tega zavoda. Jiménez Losantos je postal tarča teroristov, ker je podpiral t. i. Manifest 2.300, ki so ga podpisali intelektualci in strokovnjaki. Celoten seznam podpisnikov nikoli ni bil javno objavljen. V manifestu so opozarjali na »jezikovno diskriminacijo«, ki naj bi jo po mnenju podpisnikov doživljali govorci španščine v Kataloniji, in kritizirali obveznost šolanja v katalonščini. Po ugrabitvi so oba profesorja odpeljali v borov gozd blizu kraja Santa Coloma de Gramanet, kjer so ju privezali na drevo. Nato so Jiméneza Losantosa ustrelili v nogo – »kneecapping« (angleški izraz za to dejanje). Takrat je bila ta metoda aktualna kot opozorilna metoda v Ulstru za obe strani, tako za lojaliste kot za IRA. Gre za opozorilo: naslednjič bo strel v glavo. Pred napadom so mu še razložili, da gre za »maščevanje«, ker je sovražnik katalonskih dežel. Od takrat je vidno šepal.  Strelec je bil Pere Bascompte, ki je bil julija 1983 zaradi tega dejanja obsojen na 9 let zapora, a je odslužil le 4 mesece, nato pa je bil izpuščen iz zapora zaradi administrativne napake in pobegnil v tujino, kjer je ostal do zastaranja kaznivega dejanja.  Teroristi so s tem napadom želeli izzvati podporo, kot se je dogajalo v Severni Irski, kjer je bil »kneecapping« (strel v koleno) pogosto razumljen kot moralna obsodba za žrtev in ne za napadalca. Toda napad na Jiméneza Losantosa je povzročil velik škandal in bil, kot je poudaril zgodovinar Enric Ucelay-Da Cal, zelo »neugoden za cilj teroristov«. 
Eden od ustanoviteljev organizacije Terra Lliure, Jaume Fernández Calvet, je leta kasneje napad upravičil kot ukrep za zaustavitev »lerrouxistične manevrske poteze« in izrazil zadovoljstvo nad dejstvom, da Jiméneza Losantosa ni več v Kataloniji.  Po mnenju Ucelay-Da Cala se »v Kataloniji to dejanje (napad na Jiméneza Losantosa) še danes ne obsoja, saj jezikovno potapljanje (lingvistična imerzija) šteje za nedotakljivo. Številni katalonisti še danes pogosto opravičujejo dejanje napadalcev.« 

### Bombardiranje ter smrti in aretacije aktivistov: 1984–1989
Škandal, ki ga je povzročil atentat na Jiméneza Losantosa, je pripeljal do tega, da se je Terra Lliure odločila, da nikoli več ne bo izvajala napadov na posameznike, temveč le bombne napade, saj naj ti »ne bi škodovali nikomur«. Tako je med letoma 1980 in 1992 izvedla številne napade, večinoma v Kataloniji, nekaj pa tudi v Valenciji. Njene glavne tarče so bile »španske« javne ustanove – »od gozdarskih inšpekcij in služb za zaposlovanje do objektov civilne garde, mornarice in sodnih zgradb«. Kljub številnim napadom — leta 1987 jih je bilo kar 29 — je bil njihov vpliv na javnost precej majhen, saj za razliko od ETA, niso merili na ljudi. Najodmevnejši napad je bil potopitev replike ladje Santa María maja 1990, ki je bila od leta 1929 zasidrana v barcelonskem pristanišču. 
Leta 1984 je v Alciri (Valencija) med rokovanjem z eksplozivno napravo umrl Toni Villaescusa, decembra 1985 pa še Quim Sánchez. Februarja 1984 je organizacija začela izdajati revijo z imenom Alerta, ki pa je kasneje izginila.
Med letoma 1984 in 1989 so bili nekateri člani Terra Lliure aretirani, vendar je skupina kljub temu ohranila velik del svoje strukture in operativne sposobnosti. V tem obdobju sta nastali še dve organizaciji, ki sta podpirali njeno separatistično delovanje: Odbori solidarnosti s katalonskimi domoljubi (CSPC) in Gibanje za obrambo dežele (MDT).
Leta 1987 je Terra Lliure izvedla napad, ki je povzročil velik val ogorčenja. Podtaknili so bombo na sodišču v Borjas Blancas (Lérida), pri čemer  je umrla 62-letna Emila Aldomà, prebivalka sosednje stavbe, medtem ko je spala v svojem domu. Organizacija se je opravičila s telefonskim klicem na TV3, v katerem je atentat označila za »žalostno napako«. Pogreb je potekal 11. septembra »ob ogorčenju lokalnih nacionalističnih krogov«. 

### Prve opustitve
Na tretji skupščini Terra Lliure, ki je potekala poleti leta 1988, je teroristična organizacija odobrila ambiciozen načrt v zvezi z olimpijskimi igrami v Barceloni leta 1992, čeprav se je del članstva začel distancirati, in po letu 1991 je del organizacije (četrta skupščina) opustil oborožen boj. To je kmalu zatem v medijih potrdil tudi Pere Bascompte, eden od ustanoviteljev skupine. 
To je bilo sporočilo 4. skupščine Terre Lliure ob opustitvi orožja:
Terra Lliure, vojaška organizacija, ki se bori za popolno neodvisnost Katalonije, se zadnjič obrača na katalonsko ljudstvo, da sporoči naslednje sklepe: glede na uspešen potek političnih pogajanj, vzpostavljenih med voditelji neodvisniškega gibanja iz Catalunya Lliure in ERC, ob spoznanju za globok občutek politične odgovornosti, ki ga kaže ERC v procesu osamosvajanja, ter ob upoštevanju zahteve vodstva ERC, podane v okviru pogajanj, je izvršno vodstvo Terre Lliure – ob predhodnem posvetovanju in soglasju vsakega svojega člana in sodelavca – sklenilo ponovno premisliti svojo prejšnjo odločitev o enostranskem in nedoločenem premirju ter potrditi samorazpustitev naše organizacije.
Samorazpustitev je pomenila popolno prenehanje terorističnih dejavnosti skupine Terra Lliure, vendar nekateri posamezniki niso sprejeli opustitve oboroženega boja in so nadaljevali s terorističnim delovanjem v vrstah ETA, med njimi Joan Carles Monteagudo, član enote Barcelona, ki je izvedla napada v Sabadellu in na vojaško stanovanjsko zgradbo v Vicu. Ubitih je bilo 16 ljudi. Monteagudo je umrl leta 1991 med spopadom s civilno gardo, dan po napadu v Vici. 

### Razpustitev
Junija 1992, tik pred praznovanjem olimpijskih iger v Barceloni, je prišlo do aretacije približno 60 nekdanjih članov organizacije Terra Lliure v okviru tako imenovane Operacije Garzón (poimenovane po sodniku, ki jo je odredil). Aretacije so potekale v okoliščinah, ki so sprožile precejšnje polemike in močno pretresle katalonsko družbo, saj se je Terra Lliure že leto prej samorazpustila in prenehala s svojimi dejavnostmi. Javnost pa je menila, da je zadeva zaključena. Od vseh obtoženih je 15 aretiranih vložilo tožbo proti Španiji na Evropskem sodišču za človekove pravice, saj so trdili, da so bili mučeni. Sodišče je 2. novembra 2004 izdalo sodbo. V njem je sicer zavrnilo obtožbe o mučenju zaradi pomanjkanja dokazov, vendar pa je obsodilo špansko državo, ker ni izvedla temeljite in učinkovite preiskave dogodkov, v skladu s 3. členom Evropske konvencije o človekovih pravicah, da bi ugotovila, ali je do mučenja res prišlo. Ugotovljeno je bilo, da izvedena preiskava ni bila izčrpna. Španiji je bilo naloženo, da tožnikom plača odškodnino v višini 8.000 evrov na osebo zaradi duševnih bolečin. Prav tako pa še 12.009 evrov za pravdne stroške. 
Stranka Esquerra Republicana de Catalunya (ERC), ena izmed glavnih sil katalonskega gibanja za neodvisnost, je igrala vlogo posrednika pri ponovni vključitvi zapornikov v družbo ter predlagala integracijo članov organizacije v svojo stranko, pri čemer so se zgledovali po nenasilni poti Litve do neodvisnosti. Nekdanji aktivisti Terra Lliure, ki so se vključili ERC, niso imeli odprtih kazenskih postopkov.
Uradna razpustitev ostankov Terre Lliure je bila javno razglašena 11. septembra 1995, na dan katalonskega državnega praznika (Diada). Vsi zaporniki iz vrst organizacije so bili sčasoma pomiloščeni, nekateri celo potem, ko so zavrnili ugodnosti v zaporskem sistemu. Zadnji člani organizacije, ki so bili obsojeni, so bili pomiloščeni v letih 1994 in 1995 pod četrto vlado Felipeja Gonzáleza ter leta 1996 pod prvo vlado Joséja Maríe Aznarja. Do konca leta 1996 v španskih zaporih ni bilo več nobenega zapornika iz vrst Terra Lliure.
Leta 2003 je bil aretiran nekdanji član skupine Tierra Lliure Guillem Godó zaradi izdelave in namestitve eksplozivnih naprav v Barceloni leta 2002 v pisarnah banke La Caixa in davčne uprave ter pri enem od televizijskih oddajnikov. Njihova dejanja so povzročila materialno škodo in osem ranjenih. Leta 2006 ga je Pokrajinsko sodišče v Barceloni obsodilo na 21 let zapora.  
Poble Lliure velja za politično naslednico Terre Lliure. Danes je Poble Lliure vključena v CUP.

## Zaključna ocena
To je zaključna ocena, ki jo je o delovanju skupine Terra Lliure podal zgodovinar Enric Ucelay-Da Cal:
Terra Lliure je delovala približno sedemnajst let, od ustanovitve leta 1978, opustitve oboroženega boja leta 1991 in dokončne razpustitve leta 1995. V tem času je izvedla med petinosemdeset in sto šestindevetdeset napadov, odvisno od vira. Njihov boj je povzročil pet smrtnih žrtev, od katerih so bili štirje njihovi lastni člani, trije med izdelovanjem domačih bomb. Pomembna točka je, da je nastala določena zmeda med oboroženimi skupinami in množico neodvisnostnih strank, ki so bile nagnjene k razdrobljenosti v majhne, pogosto ideološko ozke skupine.